# ダラーラ・DW12
ダラーラ・DW12（Dallara DW12、正式名称：ダラーラ・IR-12、Dallara IR-12）は、イタリアのレーシングカーコンストラクター、ダラーラが製作したフォーミュラカーである。ダラーラ・IR-05の後継車両として、2012年より、インディカー・シリーズで使用されている。同マシンは2026年まで使用を予定しており、2027年より新車両・ダラーラ・IR-27へスイッチする予定。
車体名「DW12」の由来は、2011年のインディカー・シリーズ・最終戦ラスベガス・モーター・スピードウェイで事故死したダン・ウェルドンの頭文字からとっている。